# Arnoglossus
Il genere Arnoglossus comprende 35 specie di pesci d'acqua salata appartenenti alla famiglia Bothidae.

## Specie
- Arnoglossus andrewsi
- Arnoglossus arabicus
- Arnoglossus armstrongi
- Arnoglossus aspilos
- Arnoglossus bassensis
- Arnoglossus boops
- Arnoglossus brunneus
- Arnoglossus capensis
- Arnoglossus coeruleosticta
- Arnoglossus dalgleishi
- Arnoglossus debilis
- Arnoglossus elongatus
- Arnoglossus fisoni
- Arnoglossus grohmanni
- Arnoglossus imperialis
- Arnoglossus japonicus
- Arnoglossus kessleri
- Arnoglossus laterna
- Arnoglossus macrolophus
- Arnoglossus marisrubri
- Arnoglossus micrommatus
- Arnoglossus muelleri
- Arnoglossus multirastris
- Arnoglossus nigrifrons
- Arnoglossus oxyrhynchus
- Arnoglossus polyspilus
- Arnoglossus rueppelii
- Arnoglossus sayaensis
- Arnoglossus scapha
- Arnoglossus septemventralis
- Arnoglossus tapeinosoma
- Arnoglossus tenuis
- Arnoglossus thori
- Arnoglossus waitei
- Arnoglossus yamanakai